# Amos Cardarelli
Amos Cardarelli (Monterotondo, 1930. március 6. – Róma, 2018. július 1.) olasz labdarúgó, hátvéd, edző.

## Pályafutása

### Klubcsapatban
1950 és 1957 között az AS Roma, 1957–58-ban az Udinese, 1958 és 1960 között az Internazionale, 1960 és 1962 között a Lecco labdarúgója volt. 1962–63-ban a Tevere Roma csapatában fejezte be az aktív labdarúgást.

### A válogatottban
Részt vett az 1952-es helsinki olimpián az olasz válogatott tagaként, de mérkőzésen nem szerepelt.

### Edzőként
1970 és 1982 között edzőként tevékenykedett. A Palestrina, a STEFER Roma, a Frosinone, az ALMAS és a Banco di Roma szakmai munkáját irányította.

## Sikerei, díjai
AS Roma
- Olasz bajnokság (Serie B)
  - bajnok: 1951–52